# Bank of the West Classic 1992
Il Bank of the West Classic 1992 è stato un torneo di tennis giocato sul sintetico indoor. È stata la 22ª edizione del torneo, che fa parte della categoria Tier II nell'ambito del WTA Tour 1992. Si è giocato a Oakland negli Stati Uniti, dal 2 all'8 novembre 1992.

## Campionesse

### Singolare
Monica Seles ha battuto in finale  Martina Navrátilová con il punteggio di 6–3, 6–4

### Doppio
Gigi Fernández /  Nataša Zvereva hanno battuto in finale  Rosalyn Fairbank-Nideffer /  Gretchen Rush Magers con il punteggio di 3–6, 6–2, 6–4